# Eltinho
Elton Divino Celio (ur. 7 lipca 1987) – brazylijski piłkarz występujący na pozycji obrońcy.

## Kariera piłkarska
Od 2006 roku występował w Paraná Clube, Yokohama F. Marinos, Desportivo Brasil, CR Flamengo, Avaí FC, SC Internacional, Coritiba, Náutico, Joel Malucelli Kurytyba i ABC.